# هنوز عشق منقرض نشده‌است
« هنوز عشق منقرض نشده‌است» (به فرانسوی: L'amour existe encore) تک‌آهنگی از هنرمند اهل کانادا سلین دیون است که در نوامبر ۱۹۹۱ منتشر شد.